# Gutierrezia espinosae
Gutierrezia espinosae là một loài thực vật có hoa trong họ Cúc. Loài này được Acevedo mô tả khoa học đầu tiên năm 1949.